# 1.ª etapa del Giro de Italia 2020
La 1.ª etapa del Giro de Italia 2020 tuvo lugar el 3 de octubre de 2020 con una contrarreloj individual entre Monreale y Palermo sobre un recorrido de 15,1 km y fue ganada por el italiano Filippo Ganna del equipo INEOS Grenadiers que se convirtió en el primer líder de la carrera.

## Clasificación de la etapa
| \| Clasificación de la etapa \| Clasificación de la etapa \| Clasificación de la etapa \| Clasificación de la etapa \| Clasificación de la etapa \| \| Ciclista \| Ciclista \| Equipo \| Tiempo \| \| \| ------------------------- \| ------------------------- \| ------------------------- \| ------------------------- \| ------------------------- \| \| 1.º \| Filippo Ganna \| Ineos Grenadiers \| 15 min 24 s \| \| \| 2.º \| João Almeida \| Deceuninck-Quick Step \| + 22 s \| \| \| 3.º \| Mikkel Bjerg \| UAE Team Emirates \| + 22 s \| \| \| 4.º \| Geraint Thomas \| Ineos Grenadiers \| + 23 s \| \| \| 5.º \| Tobias Foss \| Jumbo-Visma \| + 31 s \| \| \| 6.º \| Josef Černý \| CCC Team \| + 36 s \| \| \| 7.º \| Matteo Sobrero \| NTT Pro Cycling \| + 40 s \| \| \| 8.º \| Lawson Craddock \| EF Pro Cycling \| + 41 s \| \| \| 9.º \| Miles Scotson \| Groupama-FDJ \| + 42 s \| \| \| 10.º \| Matthias Brändle \| Israel Start-Up Nation \| + 42 s \| \| |                  |                        |             |
| |                  |                        |             |
| Fuente: ProCyclingStats |                  |                        |             |
| Clasificación de la etapa |                  |                        |             |
| Ciclista | Ciclista         | Equipo                 | Tiempo      |
| 1.º | Filippo Ganna    | Ineos Grenadiers       | 15 min 24 s |
| 2.º | João Almeida     | Deceuninck-Quick Step  | + 22 s      |
| 3.º | Mikkel Bjerg     | UAE Team Emirates      | + 22 s      |
| 4.º | Geraint Thomas   | Ineos Grenadiers       | + 23 s      |
| 5.º | Tobias Foss      | Jumbo-Visma            | + 31 s      |
| 6.º | Josef Černý      | CCC Team               | + 36 s      |
| 7.º | Matteo Sobrero   | NTT Pro Cycling        | + 40 s      |
| 8.º | Lawson Craddock  | EF Pro Cycling         | + 41 s      |
| 9.º | Miles Scotson    | Groupama-FDJ           | + 42 s      |
| 10.º | Matthias Brändle | Israel Start-Up Nation | + 42 s      |

## Clasificaciones al final de la etapa

### Clasificación general(Maglia Rosa)
| \| Clasificación general \| Clasificación general \| Clasificación general \| Clasificación general \| Clasificación general \| \| Ciclista \| Ciclista \| Equipo \| Tiempo \| \| \| --------------------- \| --------------------- \| ---------------------- \| --------------------- \| --------------------- \| \| 1.º \| Filippo Ganna \| Ineos Grenadiers \| 15 min 24 s \| \| \| 2.º \| João Almeida \| Deceuninck-Quick Step \| + 22 s \| \| \| 3.º \| Mikkel Bjerg \| UAE Team Emirates \| + 22 s \| \| \| 4.º \| Geraint Thomas \| Ineos Grenadiers \| + 23 s \| \| \| 5.º \| Tobias Foss \| Jumbo-Visma \| + 31 s \| \| \| 6.º \| Josef Černý \| CCC Team \| + 36 s \| \| \| 7.º \| Matteo Sobrero \| NTT Pro Cycling \| + 40 s \| \| \| 8.º \| Lawson Craddock \| EF Pro Cycling \| + 41 s \| \| \| 9.º \| Miles Scotson \| Groupama-FDJ \| + 42 s \| \| \| 10.º \| Matthias Brändle \| Israel Start-Up Nation \| + 42 s \| \| |                  |                        |             |
| |                  |                        |             |
| Fuente: ProCyclingStats |                  |                        |             |
| Clasificación general |                  |                        |             |
| Ciclista | Ciclista         | Equipo                 | Tiempo      |
| 1.º | Filippo Ganna    | Ineos Grenadiers       | 15 min 24 s |
| 2.º | João Almeida     | Deceuninck-Quick Step  | + 22 s      |
| 3.º | Mikkel Bjerg     | UAE Team Emirates      | + 22 s      |
| 4.º | Geraint Thomas   | Ineos Grenadiers       | + 23 s      |
| 5.º | Tobias Foss      | Jumbo-Visma            | + 31 s      |
| 6.º | Josef Černý      | CCC Team               | + 36 s      |
| 7.º | Matteo Sobrero   | NTT Pro Cycling        | + 40 s      |
| 8.º | Lawson Craddock  | EF Pro Cycling         | + 41 s      |
| 9.º | Miles Scotson    | Groupama-FDJ           | + 42 s      |
| 10.º | Matthias Brändle | Israel Start-Up Nation | + 42 s      |

### Clasificación por puntos(Maglia Ciclamino)
| Clasificación por puntos | Clasificación por puntos | Clasificación por puntos | Clasificación por puntos | Clasificación por puntos |
| Ciclista                 | Ciclista                 | Equipo                   | Puntos                   |                          |
| ------------------------ | ------------------------ | ------------------------ | ------------------------ | ------------------------ |
| 1.º                      | Filippo Ganna            | Ineos Grenadiers         | 15 pts                   |                          |
| 2.º                      | João Almeida             | Deceuninck-Quick Step    | 12 pts                   |                          |
| 3.º                      | Mikkel Bjerg             | UAE Team Emirates        | 9 pts                    |                          |
| 4.º                      | Geraint Thomas           | Ineos Grenadiers         | 7 pts                    |                          |
| 5.º                      | Tobias Foss              | Jumbo-Visma              | 6 pts                    |                          |
| 6.º                      | Josef Černý              | CCC Team                 | 5 pts                    |                          |
| 7.º                      | Matteo Sobrero           | NTT Pro Cycling          | 4 pts                    |                          |
| 8.º                      | Lawson Craddock          | EF Pro Cycling           | 3 pts                    |                          |
| 9.º                      | Miles Scotson            | Groupama-FDJ             | 2 pts                    |                          |
| 10.º                     | Matthias Brändle         | Israel Start-Up Nation   | 1 pt                     |                          |

### Clasificación de la montaña(Maglia Azzurra)
| Clasificación de la montaña | Clasificación de la montaña | Clasificación de la montaña | Clasificación de la montaña | Clasificación de la montaña |
| Ciclista                    | Ciclista                    | Equipo                      | Puntos                      |                             |
| --------------------------- | --------------------------- | --------------------------- | --------------------------- | --------------------------- |
| 1.º                         | Rick Zabel                  | Israel Start-Up Nation      | 3 pts                       |                             |
| 2.º                         | Peter Sagan                 | Bora-Hansgrohe              | 2 pts                       |                             |
| 3.º                         | Davide Ballerini            | Deceuninck-Quick Step       | 1 pt                        |                             |

### Clasificación de los jóvenes(Maglia Bianca)
| Clasificación del mejor joven | Clasificación del mejor joven | Clasificación del mejor joven | Clasificación del mejor joven | Clasificación del mejor joven |
| Ciclista                      | Ciclista                      | Equipo                        | Tiempo                        |                               |
| ----------------------------- | ----------------------------- | ----------------------------- | ----------------------------- | ----------------------------- |
| 1.º                           | Filippo Ganna                 | Ineos Grenadiers              | 15 min 24 s                   |                               |
| 2.º                           | João Almeida                  | Deceuninck-Quick Step         | + 22 s                        |                               |
| 3.º                           | Mikkel Bjerg                  | UAE Team Emirates             | + 22 s                        |                               |
| 4.º                           | Tobias Foss                   | Jumbo-Visma                   | + 31 s                        |                               |
| 5.º                           | Matteo Sobrero                | NTT Pro Cycling               | + 40 s                        |                               |
| 6.º                           | Chris Hamilton                | Team Sunweb                   | + 55 s                        |                               |
| 7.º                           | Brandon McNulty               | UAE Team Emirates             | + 59 s                        |                               |
| 8.º                           | Ben O'Connor                  | NTT Pro Cycling               | + 1 min 00 s                  |                               |
| 9.º                           | James Whelan                  | EF Pro Cycling                | + 1 min 06 s                  |                               |
| 10.º                          | Sean Bennett                  | EF Pro Cycling                | + 1 min 06 s                  |                               |

### Clasificación por equipos"Súper team"
| Clasificación por equipos | Clasificación por equipos | Clasificación por equipos | Clasificación por equipos |
| Equipo                    | Equipo                    | Tiempo                    |                           |
| ------------------------- | ------------------------- | ------------------------- | ------------------------- |
| 1.º                       | Ineos Grenadiers          | 47 min 23 s               |                           |
| 2.º                       | Jumbo-Visma               | + 1 min 05 s              |                           |
| 3.º                       | Deceuninck-Quick Step     | + 1 min 08 s              |                           |
| 4.º                       | Team Sunweb               | + 1 min 16 s              |                           |
| 5.º                       | UAE Team Emirates         | + 1 min 19 s              |                           |
| 6.º                       | EF Pro Cycling            | + 1 min 25 s              |                           |
| 7.º                       | NTT Pro Cycling           | + 1 min 36 s              |                           |
| 8.º                       | Mitchelton-Scott          | + 1 min 40 s              |                           |
| 9.º                       | CCC Team                  | + 1 min 41 s              |                           |
| 10.º                      | Bahrain McLaren           | + 2 min 07 s              |                           |

## Abandonos
- Miguel Ángel López tras una caída durante la etapa.[1]
- Luca Covili por fuera de control.[2]